# Fokowąs brodaty
Fokowąs brodaty, foka wąsata, foka brodata (Erignathus barbatus) – gatunek drapieżnego ssaka z rodziny fokowatych (Phocidae). Największa foka żyjąca w niewielkich stadach na terenie Arktyki. Znaczenie gospodarcze foki wąsatej jest nieduże. Poławiana głównie przez Inuitów.

## Taksonomia
Gatunek po raz pierwszy zgodnie z zasadami nazewnictwa binominalnego opisał w 1777 roku niemiecki przyrodnik Johann Christian Polycarp Erxleben, nadając mu nazwę Phoca barbata. Holotyp pochodził z północnej części Oceanu Atlantyckiego, w południowej Grenlandii. Podgatunek po raz pierwszy zgodnie z zasadami nazewnictwa binominalnego opisał w 1811 roku niemiecki zoolog Peter Simon Pallas nadając mu nazwę Phoca nautica. Okaz typowy pochodził z Morza Ochockiego, we wschodniej Syberii. Jedyny przedstawiciel rodzaju fokowąs który nazwał w 1866 roku amerykański zoolog Theodore Nicholas Gill. 
Autorzy Illustrated Checklist of the Mammals of the World rozpoznają dwa podgatunki. 

### Etymologia
- Erignathus: gr. ερι- eri- „bardzo, dużo”; γναθος gnathos „żuchwa”[16].
- barbatus: łac. barbatus „brodaty”, od barba „broda”[17].
- nauticus: łac. nauticus „morski”, od nauta „żeglarz, marynarz”, od navis „statek”, od gr. ναυς naus, νεως neōs „statek”[18][19].

## Zasięg występowania
Występuje w morzach koła podbiegunowego oraz u wybrzeży Kanady, Islandii, Grenlandii, Japonii, Norwegii, Rosji, wyspy Jan Mayen, prowincji Svalbard i Stanów Zjednoczonych. Zabłąkane osobniki znajdywano u wybrzeży Chin, Wysp Owczych, Francji, Niemiec, Holandii, Portugalii, Hiszpanii i Wielkiej Brytanii.
Zasięg występowania w zależności od podgatunku:
- E. barbatus barbatus – Arktyka i północna część Oceanu Atlantyckiego od środkowej kanadyjskiej Arktyki do mórz Barentsa i Łaptiewów.
- E. barbatus nauticus – arktyczne i subarktyczne oceany na wschód od Morza Łaptiewów do środkowej kanadyjskiej Arktyki, także Morze Beringa i Morze Ochockie na południe do Hokkaido w Japonii.

## Morfologia
Długość ciała 210–250 cm; masa ciała 250–450 kg. Noworodki osiągają długość około 130 cm i ciężar około 34 kg. Grzbiet w kolorze ciemnoszarym, przechodzącym do czarnego z jaśniejszymi plamami na łopatkach, spód brzucha jaśniejszy. Jaśniejsze plamy również na górnej powierzchni głowy, po bokach pyska oraz wokół oczu i uszu. Posiada charakterystyczne obfite wąsy, które utworzone są z włosów zatokowych.

## Tryb życia
Zwierzę samotnicze, niekiedy żyjące w grupach. Przebywa na krach, w pobliżu wybrzeży. Potrafi nurkować dość głęboko, dochodząc do głębokości 70 m. Odżywia się rybami, skorupiakami, małżami, ślimakami, pierścienicami, dennymi bezkręgowcami.  

### Rozród
Samica rodzi co 2 lata po ciąży trwającej 11 miesięcy. Do porodu dochodzi na wiosnę. Młode osiągają wielkość do 1,2 m. Ich futerko przybiera kolor szary. Samice dojrzewają do 6 lat, samce 7.